# アルシーアル麻雀
アルシーアル麻雀（アルシーアルまーじゃん）とは日本麻雀連盟の麻雀ルールである。最低点のアガリ点の元が22符からなっていたためアルシーアル（中国語で22の意）と呼ばれる。20符底の麻雀という意味で、アルシャル麻雀ともいう。
アルシーアル麻雀は現在普及しているリーチ麻雀の原型にあたるルールであり、リーチ麻雀特有のさまざまな規則を含まない。ブー麻雀もそれに近いルール体系となっている。
役が少なく、場に2翻（リャンゾロ）がつかず立直やドラもないため点数が小さい。最高でも満貫点（荘家3000点、散家2000点）打ち切りで跳満以上はない。役満も満貫点（役の満貫）である（役満の複合は数える）。現在の持点は3000点である。
東場、南場、西場、北場の一荘戦。北四局でも流局でゲーム終了となる。流局した場合は常に親が下家へ移動する（流局は常に親流れ）。四風子連打、四槓、九種倒牌、三家和による流局はない。流局しても不聴罰符はない。連荘の積み場もない。槓子系の役がなくドラもないことから、槓はノーリスクで符が増える以外のメリットがないものとなっている。
一翻縛りがなく、和了形（4面子1雀頭または国士無双。七対子は役として認められない）にさえなれば和了できるため、散家の30符0翻(役なし)のツモ和了の120点が最低のアガリ点となる。振聴でも現物以外ならロンできる。符の計算はかつては四捨六入で行っていたため複雑であったが、2004年に端数切り上げ方式に変わっている。

## 採用役

### 1翻
- 役牌
- 海底模月
- 搶槓
- 嶺上開花
- 平和（鳴き平和あり。ツモ和了の場合は符が付くため平和は消える）
- 断么九（鳴き断么あり）
- 小三元 役牌が2翻付くので実質3翻になる
- 全帯么
- 三暗刻
- 対々和
- 混一色
- 一気通貫

### 2翻
- 混老頭 (全帯么＋対々和)

### 3翻
- 清一色 ※10符加符

### 役満貫（荘家3000点、散家2000点)
- 天和
- 地和
- 国士無双
- 大三元
- 四喜和（大小とも）
- 九蓮宝燈
- 四暗刻
- 字一色
- 清老頭

## チョンボ
チョンボの罰符は半満貫を他の三家に分けて支払う。パオ牌を打った者がチョンボを行った場合は満貫を他の三家に分けて支払う。
親のチョンボのみ親が流れる。

## 立直麻雀との役の比較（アルシーアル麻雀にない役）
日本で現在一般的な麻雀（立直麻雀）と比べると、以下の役はアルシーアル麻雀に採用されていない（またはその時代にはまだなかった）。また表ドラ、裏ドラ、赤牌、抜きドラ、花牌などいかなる種類のドラも存在しない。
- 立直
- 一発
- 一盃口
- 河底撈魚
- ダブル立直
- 七対子
- 三色同順
- 三色同刻
- 三槓子
- 純全帯么（アルシーアル麻雀では全帯么に含まれる）
- 二盃口
- 緑一色
- 四槓子

## 関連リンク
- アルシーアル麻雀規定